# Hello Love
«Hello Love» es una canción interpretada por el músico estadounidense Hank Snow. Fue publicado en enero de 1974 a través de RCA Records.

## Lista de canciones
- 7-inch single – RCA APB0-0215[2]

1. «Hello Love» – 2:45
2. «Until the End of Time» – 2:58

## Posicionamiento

### Gráfica semanal
| Gráfica (1974)                                      | Pico de posición |
| --------------------------------------------------- | ---------------- |
| Canadá (RPM Country Playlist)                       | 1                |
| Estados Unidos (Billboard Hot Country Singles)      | 1                |
| Estados Unidos (Cash Box Country Top 75)            | 1                |
| Estados Unidos (Record World Country Singles Chart) | 1                |

### Gráfica de fin de año
| Gráfica (1974)                                 | Pico de posición |
| ---------------------------------------------- | ---------------- |
| Estados Unidos (Billboard Hot Country Singles) | 38               |
| Estados Unidos (Cash Box Country Top 75)       | 78               |